# Portland Rosebuds
Portland Rosebuds byl profesionální americký klub ledního hokeje, který sídlil v Portlandu ve státě Oregon. V letech 1925–1926 působil v profesionální soutěži Western Canada Hockey League. Své domácí zápasy odehrával v hale Portland Ice Arena s kapacitou 2 000 diváků. Klubové barvy byly černá a žlutá.
Aktivitu klub vykazoval v letech 1914–1918 a 1925–1926. V prvním období působil v Pacific Coast Hockey Association, kde se stal nástupcem neprosperujícího klubu New Westminster Royals. V roce 1916 se probojoval do bojů o Stanley Cup, zde ovšem podlehl Montrealu Canadiens (vítěz NHA). Aktivitu pak ukončil o dva roky později, kdy byl přestěhován do Victorie v Britské Kolumbii (zde vznikl tým Victoria Aristocrats). Pod názvem Portland Rosebuds byl později založen nový klub v roce 1925 jako nástupce zaniklého klubu Regina Capitals. O rok později byl "nový klub" i s hráči prodán za 100 000 dolarů do Chicaga, kde vznikla nová frančíza NHL pod názvem Chicago Black Hawks.

## Umístění v jednotlivých sezonách
Stručný přehled
Zdroj: 
- 1914–1918: Pacific Coast Hockey Association
- 1925–1926: Western Canada Hockey League

Jednotlivé ročníky
Zdroj: 
Legenda: Z - zápasy, V - výhry, VP - výhry v prodloužení, R - remízy, P - porážky, PP - porážky v prodloužení, VG - vstřelené góly, OG - obdržené góly, +/- - rozdíl skóre, B - body, KPW - Konference Prince z Walesu, CK - Campbellova konference, ZK - Západní konference, VK - Východní konference, fialové podbarvení - reorganizace, změna skupiny či soutěže
| USA / Kanada (1914 – 1926) |      |        |    |    |    |   |    |    |     |     |     |    |        |           |
| Sezóny                     | Liga | Úroveň | Z  | V  | VP | R | PP | P  | VG  | OG  | +/- | B  | Pozice | Play-off  |
| 1914/15                    | PCHA | –      | 18 | 9  | –  | 0 | –  | 9  | 91  | 83  | +8  | 18 | 2.     | –         |
| 1915/16                    | PCHA | –      | 18 | 13 | –  | 0 | –  | 5  | 71  | 50  | +21 | 26 | 1.     | Finále SC |
| 1916/17                    | PCHA | –      | 24 | 9  | –  | 0 | –  | 15 | 114 | 112 | +2  | 18 | 3.     | –         |
| 1917/18                    | PCHA | –      | 18 | 7  | –  | 0 | –  | 11 | 63  | 75  | -12 | 14 | 3.     | –         |
| ...                        |      |        |    |    |    |   |    |    |     |     |     |    |        |           |
| 1925/26                    | WCHL | –      | 30 | 12 | –  | 2 | –  | 16 | 84  | 106 | -22 | 26 | 4.     | –         |